# Pratt & Whitney PW6000
 (mai 2025).
Si vous disposez d'ouvrages ou d'articles de référence ou si vous connaissez des sites web de qualité traitant du thème abordé ici, merci de compléter l'article en donnant les références utiles à sa vérifiabilité et en les liant à la section « Notes et références ».

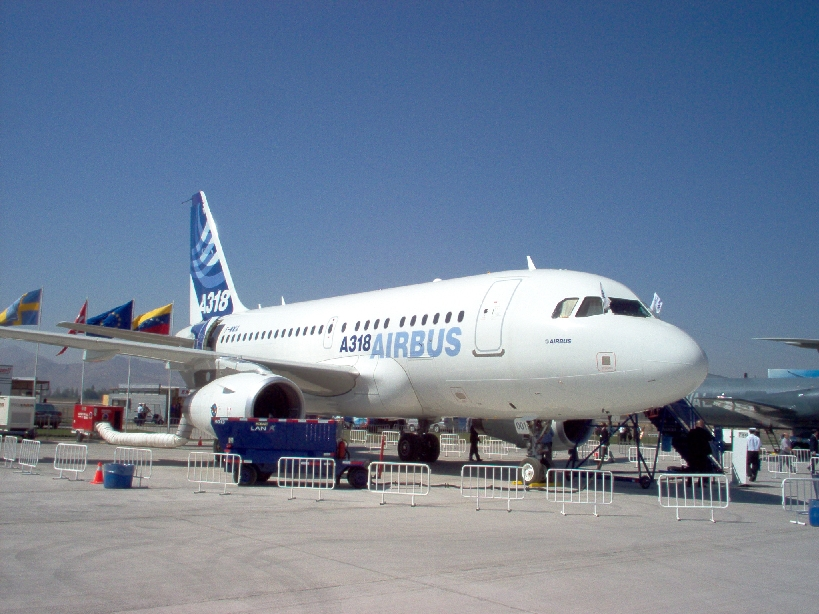
Le prototype A318 équipé de moteur Pratt & Whitney PW6000

Le Pratt & Whitney PW6000 est un turboréacteur à double flux et haut débit conçu pour l'Airbus A318 avec une poussée de 80 à 107 kN (18 000 à 24 000 lbf) et qui obtint 98,31 kN de poussée.
Pratt & Whitney a conçu ce moteur de manière à réduire les coûts de maintenance, obtenir un moteur léger et réduire la consommation.

## Conception
Des problèmes sont apparus pendant le développement. Les tests ont révélé que le compresseur haute pression de cinq étages ne donnait pas satisfaction au niveau de la consommation, ce qui provoqua de nombreuses annulations de clients qui préférèrent des CFM International CFM56-5B8/P.
Pour résoudre le problème, Pratt & Whitney a revu la conception du compresseur haute pression, en passant de 5 à 6 étages et de conception MTU Aero Engines afin d'atteindre les performances promises et terminer la certification.
La ligne d'assemblage final du moteur est situé à Hanovre, Allemagne chez MTU Aero Engines. C'est le premier moteur assemblé en dehors des usines de Pratt & Whitney.

## Commandes
America West Airlines et la société de leasing CIT Aerospace avaient choisi pour leur flotte de A318 le moteur PW6000 avec des livraisons qui auraient dû s’effectuer en 2006, mais les problèmes de certification ont amené à annuler ces commandes.
En commandant 20 exemplaires le 15 août 2005, LAN Chile, (actuellement LAN Airlines) ne reçut cependant que 15 appareils d'Airbus A318-121, avec un total de 34 moteurs (30 complets et 4 en pièces de rechange). 
D'autres compagnies ont commandé 84 A318 avec des CFM56-5B8/P, et 61 sont en service, en mars 2012.

## Arrêt d'exploitation
À compter de 2011, LAN a entamé le retrait du service de ses A318 équipés de PW6122A. Cinq A318-121 ont quitté sa flotte et effectuent leurs vols auprès d'Avianca Brasil en avril 2012. 
Le souhait d'Airbus est de retirer ce moteur du service, après en avoir arrêté la commercialisation, et il est envisagé de « retrofiter » les A318 concernés en CFM-56 pour les remettre sur le marché de seconde main.

## Source
- (en) Site Web de Pratt & Whitney
- (en) Infos de MTU Aero Engines